# Rijekatunneln
Rijekatunneln (kroatiska: Riječki tunel, italienska: Tunnel di Fiume), i turistsammanhang kallad TunelRi, är en gångtunnel och turistattraktion i Rijeka i Kroatien. Den löper i nordvästlig–sydöstlig riktning från Dolacs grundskola till Sankt Vitus katedral och utgör sedan år 2017 en för allmänheten kostnadsfri och tillgänglig underjordisk passage i Gamla stan.   

## Historik
Rijekatunneln anlades åren 1939–1942 av militärer lojala mot den italienska fascistiska regimen i dåvarande Fiume (från år 1947 känt under sitt kroatiska namn Rijeka). Den tjänade ursprungligen som skyddsrum under andra världskriget och nyttjades i synnerhet under de allierades intensifierade flygbombningar av Rijeka åren 1944–1945. Efter att ha varit stängd i 75 år återinvigdes tunneln den 5 maj 2017. Den är sedan dess en turistattraktion och underjordisk passage som nyttjas av allmänheten.      

## Beskrivning
Tunneln är 330 meter lång och 4 meter bred. Dess genomsnittliga höjd är 2,5 meter och på sina ställen når tunneln ett djup av 10 meter under markytan. Lufttemperaturen ligger kring 15 grader Celsius. Tunnelns markyta är belagd med grus och makadam.

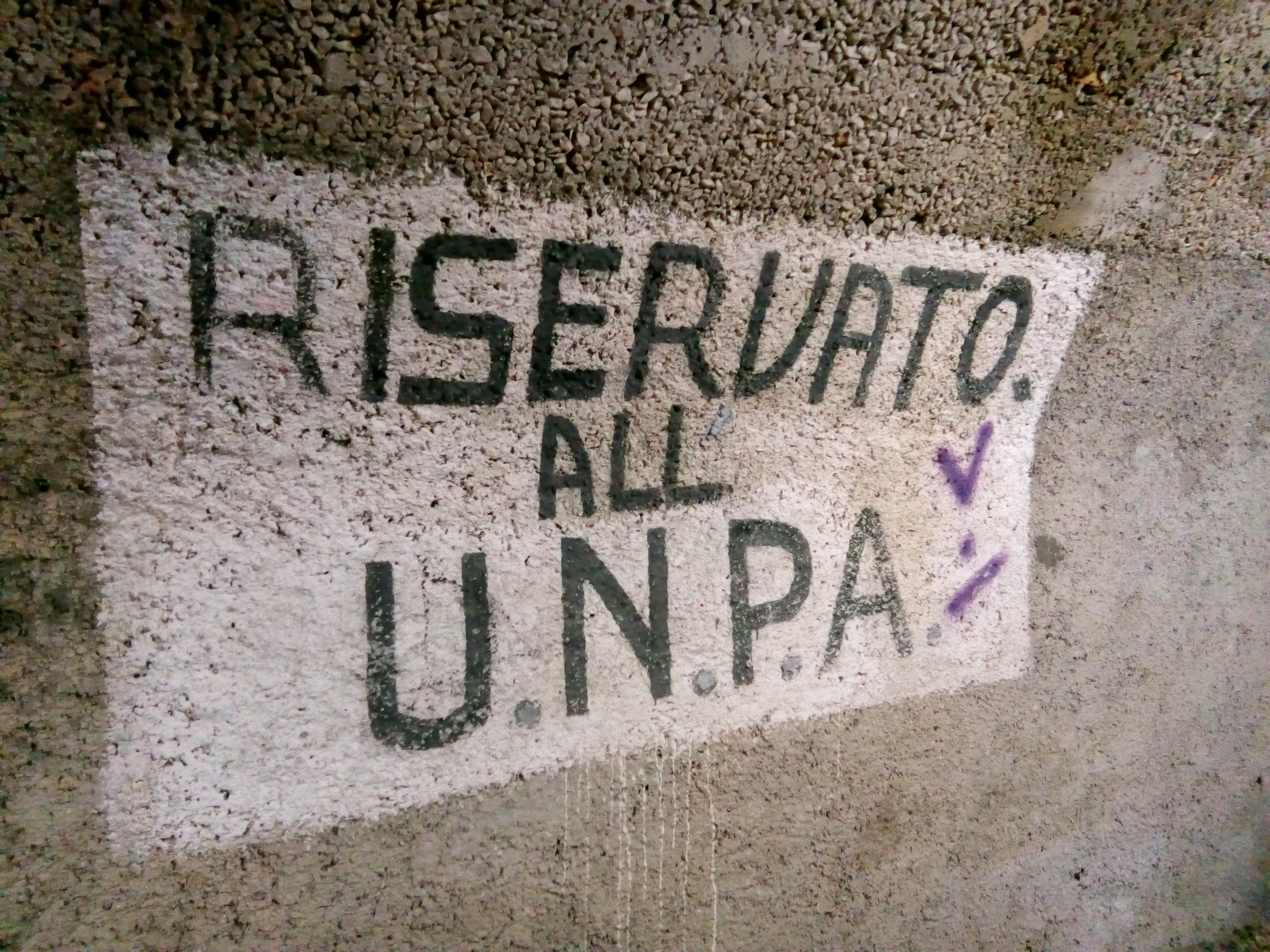
Riservato all U.N.P.A.

Rijekatunneln löper i västlig–östlig riktning och har en avgrening som i sydlig riktning leder till Municipalpalatset. Inför återöppnandet år 2017 anpassades tunneln för dagens behov och har bland annat utrustats med modern belysning. Vid flera platser i tunneln finns ursprungliga italienskspråkiga skyltar med texten "Riservato all U.N.P.A." (Reservetat för luftförsvaret).

## Ingångar/utgångar
Tunneln är öppen alla dagar från klockan 9–17 och ingångar/utgångar finns vid Dolacs grundskola och Sankt Vitus katedral.
| Ingång/utgång                     | Koordinater                                                     |
| --------------------------------- | --------------------------------------------------------------- |
| Dolac-ingången                    | 45°19′43.1004″N 14°26′25.1556″Ö / 45.328639000°N 14.440321000°Ö |
| Ingången vid Sankt Vitus katedral | 45°19′39.8424″N 14°26′39.0912″Ö / 45.327734000°N 14.444192000°Ö |